# 1811
Cette page concerne l'année 1811 (MDCCCXI en chiffres romains) du calendrier grégorien.
L'année 1811 est une année commune qui commence un mardi.

## Événements

### Afrique
- 1er mars : le pacha d’Égypte Méhémet Ali ordonne le massacre des Mamelouks, qui constituaient un obstacle à son autorité, dans la citadelle du Caire[1]. Les survivants se réfugient à Dongola (1812) et se mettent à recruter des troupes d’esclaves noirs.
- 21 avril : les Britanniques prennent possession des Seychelles[2].
- 28 avril : combat d’Azrou[3]. Le sultan du Maroc Mulay Slimane ne peut réprimer la révolte quasi générale des tribus berbères du Moyen Atlas, dirigée par Abou-Bekr Amhaouch.
- 16 mai : dans la colonie du Cap, à la demande de lord Liverpool, ministre des Colonies, des tribunaux ambulants sont invités à recueillir les griefs que les Hottentots peuvent avoir à l’égard de leurs maîtres boers (tournée du Circuit Court )[4].
- 30 août : le bey de Tunis Hammouda Pacha reçoit l’aide de Napoléon Ier pour réprimer une révolte des Janissaires[5].
- Octobre : 8 000 soldats égyptiens menés par Toussoun Pacha, fils de Méhémet Ali, débarquent à Yanbu ; ils marchent sur Médine mais tombent sur une embuscade et doivent reculer[1]. Début des expéditions égyptiennes en Arabie (fin en 1818).
- Décembre : début de la quatrième guerre cafre entre colons d’Afrique du Sud et Bantous[6]. Les revers militaires portent les Xhosa à discréditer les chefs militaires pour suivre des prophètes.
- Début du règne de Gasyonga Ier Kayungu, omugabe (roi) de l’Ankole (fin en 1839)[7].
- L’influence des Peuls de Bubakar Ludduji (appelé Lamido Zarma, chef du pays zarma), qui représente une force politique majeure dans le Dallol Bosso, est stoppée par Issa Korombé. Ludduji est chassé du Boboye et sa capitale est incendiée[8].

### Amérique
- 8 janvier : révolte de 400 à 500 esclaves dans la plantation du major Andry, près de La Nouvelle-Orléans, réprimée par l’armée américaine et la milice[9]. Soixante-six esclaves sont tués pendant la bataille et seize autres jugés et fusillées.
- 23 mars : arrivée de John Jacob Astor, fondateur de la Fur Pacific Company à l’embouchure de la Columbia en Oregon. Il y fonde Fort Astoria[10].
- 28 mars :
  - Henri Christophe se fait proclamer roi d'Haïti sous le nom d'Henri Ier[11], mais il ne règne en réalité que sur la partie septentrionale du pays.
  - Victoire de la Junte Suprême de Santa Fe à Bajo Palacé[12], première bataille de la guerre d'indépendance de la Colombie.
- 25 avril : victoire des indépendantistes uruguayens à la bataille de San José[13].
- 14 mai : José Gaspar Rodríguez de Francia proclame l’indépendance du Paraguay[14].

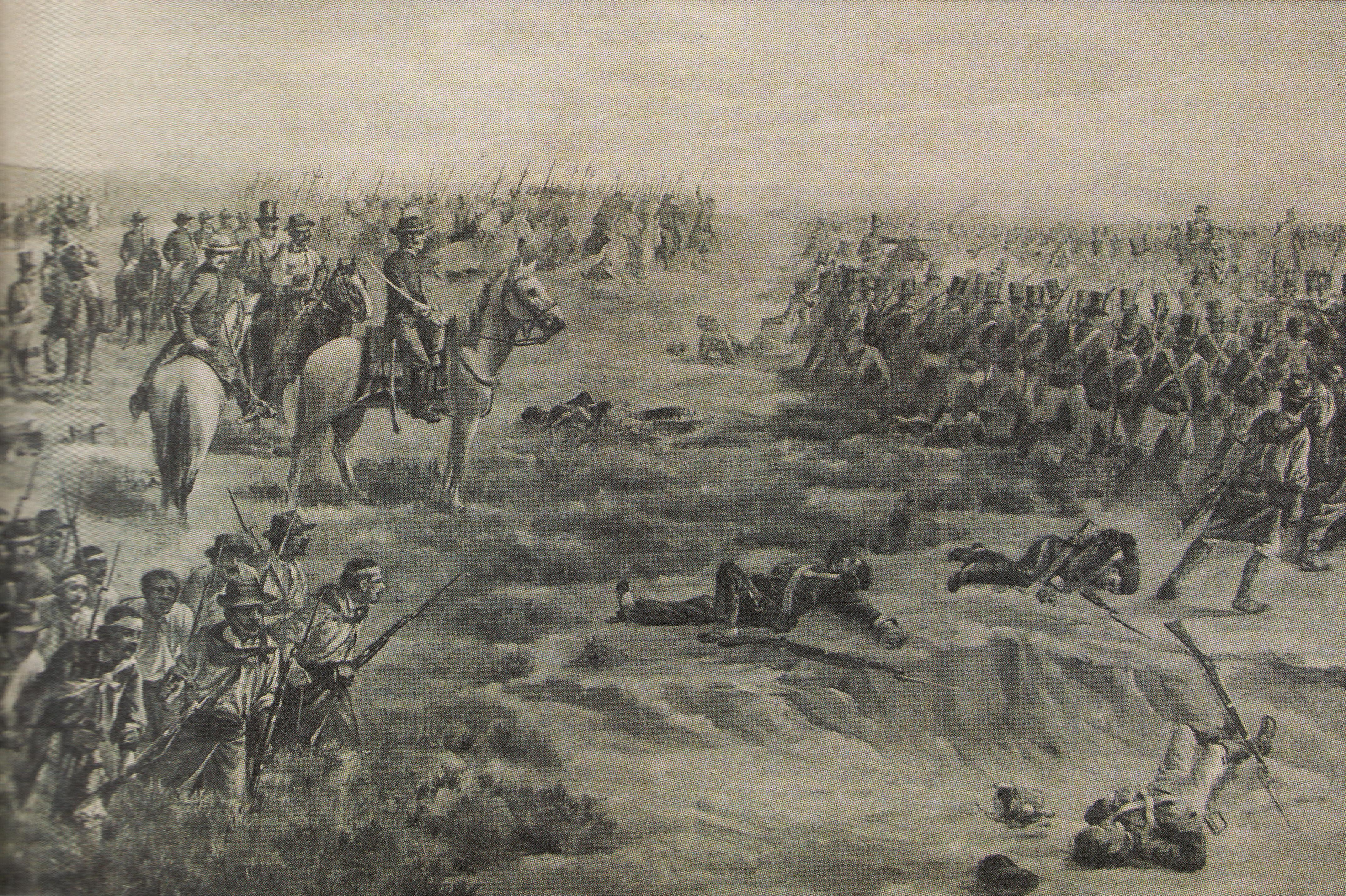
18 mai : bataille de Las Piedras.

- 18 mai : victoire des indépendantistes uruguayens à la bataille de Las Piedras[15].
- 20 juin : les troupes des Provinces-Unies du Río de la Plata sont battues par les royalistes espagnols à la bataille de Huaqui et doivent se retirer du Haut-Pérou[15].

.

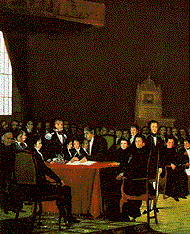
5 juillet : proclamation d'indépendance du Venezuela

- 5 juillet : Francisco de Miranda et Simón Bolívar proclament l’indépendance du Venezuela[15]. Les insurgés, dirigés par Miranda, se heurtent à la résistance des oligarques créoles, inquiets de la radicalisation du mouvement, les llaneros conduits par le royaliste José Tomás Boves.
- 11 juillet, Venezuela : émeutes de Valencia, réprimées le 13 août par Miranda[16].
- 6 - 8 novembre : le gouverneur William Henry Harrison, futur neuvième président des États-Unis, défait les Indiens shawnees de Tecumseh, les Indiens ayant rompu le combat faute de munitions à la bataille de Tippecanoe (Indiana) dans la vallée de la rivière Wabash (deux cents morts de part et d'autre), et pille la ville indienne de Prophet's town[17].
- 16 décembre : premier des tremblements de terre de New Madrid[18] qui frappent le centre des États-Unis autour du fleuve Mississippi durant l'hiver 1811-1812 (dont deux autres majeurs le 23 janvier et le 6 février 1812).

#### Mexique
- 4 janvier : victoire des insurgés indépendantistes mexicains de Morelos à la bataille de Tres Palos[19].
- 6 janvier : victoire des insurgés de José Mariano Jiménez à la bataille d'Aguanueva[19].
- 14 janvier : victoire de l'armée royaliste espagnole sur les insurgés à la bataille d'Urepetiro[20].
- 17 janvier : l'armée royaliste espagnole met en déroute les insurgés à la bataille du pont de Calderón[19].
- 20 janvier : victoire des insurgés à la bataille de Puerto del Carnero[21].
- 8 février : victoire de l'armée royaliste espagnole sur les insurgés à la bataille de San Ignacio de Piaxtla[15].
- 1er avril : victoire des insurgés à la bataille de Puerto de Piñones[19].
- 15 avril : prise de Zacatecas par les insurgés[22].
- 30 avril-3 mai : victoire des insurgés à la bataille d'El Veladero[23].
- 2 mai : victoire de l'armée royaliste espagnole sur les insurgés à la bataille de Maguey[20].
- 12 juillet : victoire des insurgés à la bataille de Llanos de Santa Juana.
- 30 juillet : les insurgés métis et indiens sont vaincus et exécutés par l’armée loyaliste à Chihuahua[15]. Le prêtre métis José María Morelos (1765-1815) se joint à l’insurrection après l’exécution de Miguel Hidalgo.

### Asie
- 11 février, Indes orientales néerlandaises : apprenant que le Royaume de Hollande a été annexée par Napoléon le 9 juillet 1810, Daendels hisse le drapeau français à Batavia. Quelques mois plus tard, il est rappelé et remplacé par le général Decaen assisté par Jan Willem Janssens[24]
- 5 juillet, Kunashiri : un officier de marine russe, Vassili Golovnine (1776-1831), s’aventure dans les Kouriles[25]. Il est arraisonné par des garde-côtes japonais et fait prisonnier avec son équipage jusqu’en 1813. Les autorités shogunales profitent de sa captivité pour l’interroger sur les sciences occidentales et la puissance de l’Europe.
- Juillet : le roi du Cambodge Ang Chan II est chassé par une intervention du roi du Siam Rama II qui soutient son frère et compétiteur Ang Snguon. Il se reconnaît vassal de Gia Long, empereur du Vietnam, qui lui permet de retrouver son trône en 1813[26].
- 4 août - 18 septembre : Java est conquise par les Britanniques de sir Thomas Stamford Raffles (fin en 1816). Batavia est occupée le 8 août. Les soldats indonésiens font défection et le gouverneur hollandais Janssens doit capituler le 18 septembre[27]. L’archipel indonésien est rattaché au gouvernement général des Indes britanniques. Les princes javanais qui ont soutenu les Britanniques sont déçus, car Raffles intervient dans leurs affaires intérieures et procède à des annexions.
- 7 septembre : arrivée au Bhoutan du médecin Thomas Manning. Il escorte un général chinois à travers le Tibet. Il est le premier Britannique à se rendre à Lhassa. Le 17 décembre, il rencontre le Dalaï-lama. Il repart pour le Bengale le 6 avril 1812[28]. Vers cette époque, le gouvernement tibétain, influencé par les Mandchous, décide de fermer le Tibet et Lhassa aux étrangers[29].
- Décembre[30] : début de la révolte paysanne de Hong Kyŏng-nae dans la province de Pyongyang, en Corée. Rejoint par des fonctionnaires mécontents, des marchands, des lettrés, il trouve un soutien important parmi les paysans, mais les insurgés sont finalement massacrés par les troupes royales (1812)[31].

- Chine : soulèvement dirigé par la secte de la Raison Céleste au Henan, au Zhili et au Shandong[32]. Elle regroupe des paysans pauvres, des domestiques et des petits commerçants.
- Nouveaux édits impériaux contre les chrétiens en Chine[33]. Répression anticatholique au Sichuan, où plusieurs prêtres sont exécutés. Les chrétiens chinois (mandarins et lettrés), obligés de se cacher, s’organisent en sociétés secrètes.

### Europe

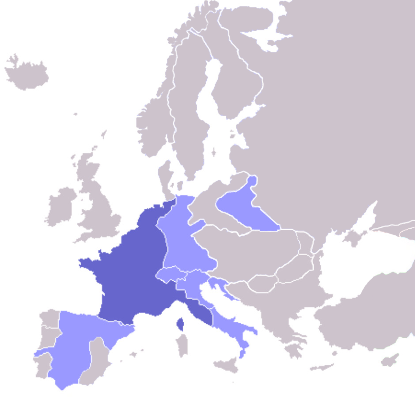
Apogée de l’Empire napoléonien qui s’étend sur cent trente départements qui vont de Brest à Hambourg, d’Amsterdam à Rome et à Trieste. 750000 km2 regroupent plus de soixante-dix millions d’habitants dont trente millions seulement sont français. Dans l’Empire comme dans les États satellites (Confédération du Rhin, Suisse, République italienne, royaume de Naples, Espagne et grand-duché de Varsovie) le Code Napoléon entre partout en vigueur. Le féodalisme et le servage sont abolis, et la liberté religieuse instaurée (sauf en Espagne). Chaque État reçoit une constitution établissant le suffrage universel pour les hommes ainsi qu’un Parlement, et intégrant une déclaration des droits. Des systèmes administratifs et judiciaires calqués sur le modèle français sont instaurés. Des écoles sont soumises à une administration centralisée et un système d’enseignement libre est organisé. L’enseignement supérieur est largement ouvert, sans distinction de classe ou de religion. Chaque État voit la création d’un conservatoire et d’académies consacrées à la promotion des arts et des sciences.

- 5 février : Regency Bill au Royaume-Uni. La régence est attribuée au prince de Galles, futur George IV, en raison des accès de folie du roi George III (fin en 1820)[34].
- 20 février : banqueroute à Vienne[35].
- 11 mars :
  - Russie : un pamphlet manuscrit de Karamzine, « Mémoire sur l’ancienne et la nouvelle Russie », contre les réformes de Speranski, est remis par la grande duchesse Catherine Pavlovna[36].
  - Arnold, Nottinghamshire : début de la lutte du mouvement des luddistes contre la mécanisation au Royaume-Uni[37] : des ouvriers, menés par Ned Ludd (probablement mythique), détruisent systématiquement les métiers à tisser et les outils des usines textiles dans le Lancashire, le Yorkshire, et les Midlands de l’Est (fin en 1816). Des manifestations ont lieu à Nottingham, à Bulwell (10 novembre) et à Leeds (janvier 1812)[38]. En novembre, le gouvernement prend des mesures répressives bien accueillies par la population.
- 13 mars : bataille navale de Lissa[39].
- 27 mars : victoire navale britannique sur les Danois à la bataille d'Anholt[40].
- Avril : la Russie proteste contre l’annexion par la France du duché d’Oldenburg à l’occasion d’une rencontre entre Tchernychev et Napoléon[41]. Rupture de l’entente franco-russe.
- 1er juin : institution du Code civil autrichien[42].
- 25 juin : restructuration des ministères en Russie[43], dont le nombre est porté à 11 et qui sont divisés en départements.
- 3 juillet, guerre russo-turque : attaque des Turcs à Roustchouk. Koutouzov parvient à la repousser, mais se replie au-delà du Danube[44].
- 10-11 septembre, guerre russo-turque : l’armée turque passe le Danube[44].
- 18 septembre : Création, par décret impérial, du corps des sapeurs-pompiers de Paris à la suite de l'incendie de l’ambassade d’Autriche. Le corps civil des gardes-pompes est licencié et remplacé par une formation militaire.
- 28 septembre : le match de boxe entre le champion britannique Tom Cribb et le noir américain Tom Molineaux attire plus de 20 000 spectateurs[45].
- 14 octobre, guerre russo-turque : l’armée russe contre-attaque et cerne l’armée turque à Slobodzié[44].
- 29 novembre : combat de Pelagosa en Adriatique entre des frégates françaises et britanniques[46].
- 19 décembre (7 décembre du calendrier julien), guerre russo-turque : Koutouzov oblige l’armée turque à capituler à Slobodzié[44].

#### Péninsule ibérique
- 2 janvier : capitulation de Tortose[47].
- 22 janvier : prise d'Olivenza par les troupes de Soult[48].
- 19 février : victoire française de Soult à la bataille de Gebora, devant Badajoz, qui capitule le 10 mars[49].
- 5 mars : bataille de Barrosa, engagement mineur d'arrière garde près de Cadix, au cours duquel un bataillon britannique repousse deux régiments français[49].
- 11 et 12 mars : les troupes françaises, qui se retirent du Portugal, remportent les combats de Pombal et de Redinha[50].
- 3 avril : victoire anglo-portugaise à la bataille de Sabugal. Les troupes de Masséna se replient vers l’Espagne le lendemain[51].
- 7 avril - 10 mai : blocus d'Almeida[51]. La situation semble se retourner au profit de Wellington et des guérilleros : Wellington assiège Almeida. Masséna tente de lui faire lever le siège.
- 10 avril : surprise de Figuières par les insurgés espagnols. Les Français assiègent la place qui capitule le 19 août[52].
- 22 avril-12 mai puis du 18 mai-18 juin : second siège de Badajoz. La garnison française résiste[49],[48].

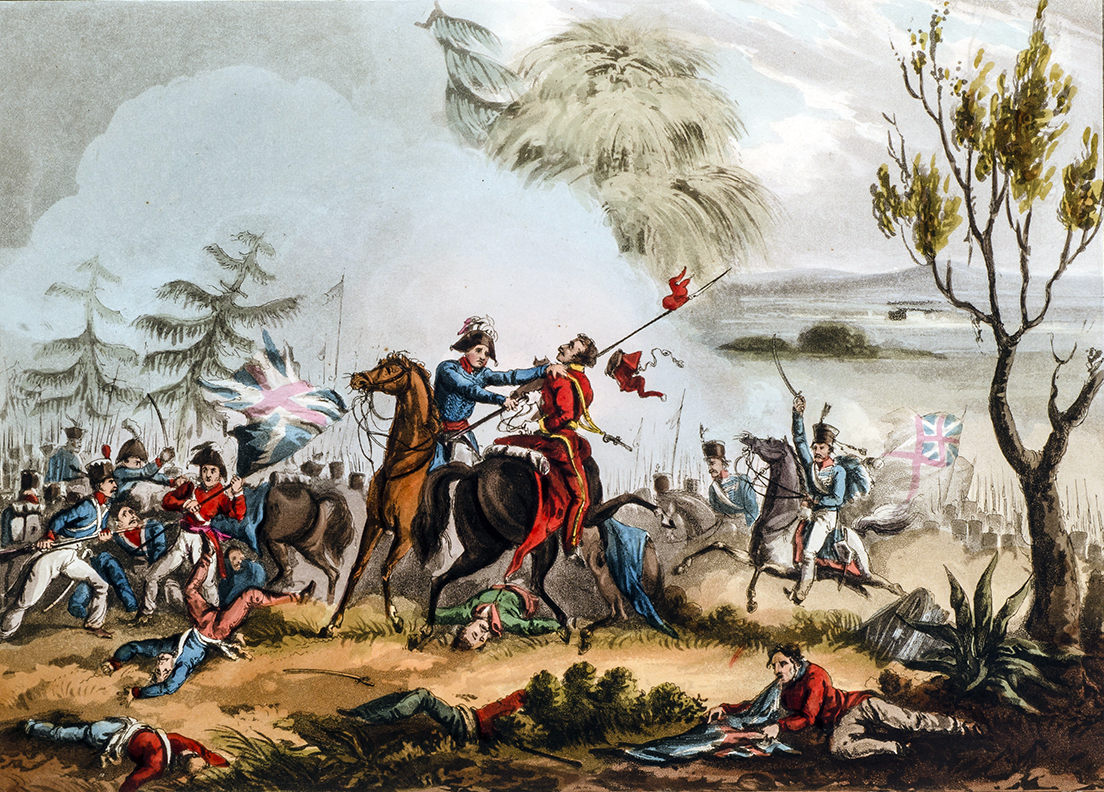
16 mai : bataille d'Albuera

- 3-5 mai : la bataille de Fuentes de Oñoro oppose le maréchal Masséna au lieutenant général Arthur Wellesley, près de la frontière lusitano-espagnole[51].
- 4 mai-28 juin : siège et prise de Tarragone par les Français[51].
- 16 mai : les alliés britanniques, espagnols et portugais repoussent l'armée française du maréchal Soult à la bataille d'Albuera[49].
- 23 juin : bataille de Cogorderos, près de Benavides, victoire des Espagnols sur les Français (mort du général français Valletaux)[53].
- 6 août, Cadix : les Cortes insurrectionnelles reconnaissent l’abolition du système seigneurial en Espagne. Les privilèges, droits seigneuriaux et redevances dues au clergé sont abolis[54]. Les Cortes ont assimilé la seigneurie, propriété éminente, à la propriété réelle : l’aristocratie espagnole perd ses droits féodaux mais augmente considérablement ses propriétés. En Andalousie, en Estrémadure, se forment des latifundia.
- 25 octobre : bataille de Sagonte et capitulation de la ville devant le maréchal Suchet et son armée d'Aragon[51].
- 28 octobre : victoire anglo-espagnole au combat d'Arroyomolinos[55].
- 26 décembre : Suchet assiège Valence[51].

## Naissances en 1811
- 2 janvier : Uroš Knežević, peintre serbe († 21 octobre 1876).
- 6 janvier : Charles Sumner, homme politique américain († 11 mars 1874).
- 15 janvier : Pierre Gustave Girardon, peintre paysagiste français († 16 mai 1887).
- 20 janvier : Vincent Vidal, peintre et aquarelliste français († 15 juin 1887).
- 9 février : Jules-Pierre-Michel Dieterle, architecte, dessinateur, peintre, peintre sur porcelaine, sculpteur et décorateur français († 22 avril 1889).
- 11 février : László Teleki, écrivain et homme politique hongrois († 7 mai 1861).
- 15 février : Domingo Faustino Sarmiento, intellectuel, écrivain, militaire et homme d’État espagnol puis argentin († 11 septembre 1888).
- 18 février : Barragan (Isidro Santiago Llano), matador espagnol († 4 avril 1851).
- 3 mars : Christoph Wilhelm Wohlien, peintre allemand († 9 mai 1869).
- 11 mars : Urbain Le Verrier, mathématicien, astronome, météorologue et homme politique français († 23 septembre 1877).
- 13 mars : Camille-Marie Stamaty, pianiste, compositeur et pédagogue français († 19 avril 1870).
- 18 mars : John Neumann, évêque de Philadelphie et saint américain († 5 janvier 1860).
- 19 mars : Louis Matout, peintre français († 24 janvier 1888).
- 20 mars :
  - George Caleb Bingham, peintre américain († 7 juillet 1879).
  - Joseph Charles François Bonaparte, fils de l'empereur Napoléon († 22 juillet 1832).
- 21 mars : William Adams, homme politique néo-zélandais († 23 juillet 1884).
- 23 mars : Wilhelm Taubert, compositeur allemand († 7 janvier 1891).
- 4 avril : Octave Penguilly L'Haridon, peintre, graveur et illustrateur français († 3 novembre 1870).
- 5 avril : Jules Dupré, peintre français († 6 octobre 1889).
- 6 avril : Clément Pruche, peintre, dessinateur, lithographe et caricaturiste français († 6 octobre 1890).
- 14 avril : Théodore Frédéric Salmon, peintre français († 5 août 1876).
- 15 avril ou 1817: Katarina Ivanović, peintre serbe († 22 septembre 1882).
- 24 avril : Hippolyte Mondain, militaire français († 11 janvier 1900).
- 27 avril : Giuseppe Sapeto, explorateur et missionnaire italien († 25 août 1895).
- 15 mai : Georg von Vincke, administrateur, homme politique et propriétaire terrien prussien († 3 juin 1875).
- 16 mai : Florentin Servan, peintre paysagiste français de l’école de Lyon († 23 mai 1879).
- 25 mai : Paul Flandrin, peintre français († 8 mars 1902).
- 14 juin : Harriet Beecher Stowe, écrivain américaine, auteur de La Case de l'oncle Tom († 1er juillet 1896).
- 17 juin : Jón Sigurðsson, chef du mouvement pacifiste islandais. († 7 décembre 1879).
- 21 juin : Pagan Min, roi de Birmanie († 14 mars 1880).
- 25 juin :
  - John William Casilear, peintre paysagiste américain († 17 août 1893).
  - Éloy Chapsal, peintre français († 20 juillet 1882).
- 19 juillet : Vinzenz Lachner, compositeur et chef d'orchestre allemand († 22 janvier 1893).
- 5 août :
  - Washington Hunt, homme politique américain († 2 février 1867).
  - Ambroise Thomas, compositeur français († 12 février 1896).
- 6 août : Edmond Juvin, compositeur français († 16 février 1895).
- 13 août : Domingos José Gonçalves de Magalhães, médecin, professeur, diplomate, homme politique, écrivain et poète brésilien († 10 juillet 1882).
- 31 août : Théophile Gautier, poète, romancier et critique d'art français († 23 octobre 1872).
- 3 septembre : Louis Marius Eugène Grandjean, peintre et littérateur français († 3 septembre 1889).
- 25 septembre : Firmin Salabert, peintre français († 21 juillet 1895).
- 9 octobre : Albert Jahn, historien et antiquaire suisse († 23 août 1900).
- 14 octobre : Bonaventure Petit,  professeur de piano, organiste et compositeur français († 3 mars 1901).
- 21 octobre : François Geoffroy Roux, peintre de marines, aquarelliste et dessinateur français († 1882).
- 22 octobre : Franz Liszt, compositeur et pianiste hongrois († 31 juillet 1886).
- 24 octobre :
  - Juan Fugl, homme politique danois et argentin († 25 janvier 1900).
  - Ferdinand Hiller, compositeur, chef d'orchestre et professeur de musique allemand († 11 mai 1885).
- 25 octobre : Évariste Galois, mathématicien français († 31 mai 1832).
- 29 octobre :
  - Heinrich Wilhelm Adalbert, prince de Prusse, militaire et explorateur allemand († 6 juin 1873).
  - Louis Blanc, journaliste, homme politique et historien français († 6 décembre 1882).
- 1er novembre : Alphonse Varney, chef d’orchestre français († 7 février 1879).
- 26 novembre : Ange-Louis Janet, peintre, illustrateur, lithographe et graveur français († 25 novembre 1872).
- 1er décembre : Andrea D'Antoni, peintre italien († 23 décembre 1868).
- 2 décembre : Xavier Boisselot, compositeur et facteur de pianos français († 8 avril 1893).
- 3 décembre : Eduard Bendemann, peintre allemand († 27 décembre 1889).
- 16 décembre : Octavie Marie Elisabeth de Lasalle von Louisenthal, peintre française († 25 février 1890).
- Date inconnue :
  - Théodore-Henri Mansson, peintre et lithographe français († 1850).
  - Pierre Étienne Rémillieux, peintre français († 9 février 1856).
  - Benjamin Roubaud, peintre, lithographe et caricaturiste français († 14 janvier 1847).

## Décès en 1811
- 10 janvier :
  - Marie-Joseph Chénier, écrivain et homme politique français, auteur du Chant du départ (° 28 août 1764).
  - Luigi Frisoni, peintre italien (° 1760).
- 21 janvier : Nicolas Henri Joseph de Fassin, peintre liégeois (° 20 avril 1728).
- 29 janvier : Pedro Domingo Murillo, révolutionnaire indépendantiste (patriote) du Haut-Pérou (° 17 septembre 1757).
- 31 janvier : Manuel Alberti, prêtre catholique de la Vice-royauté du Río de la Plata (° 28 mai 1763).
- 9 février : Nevil Maskelyne, astronome britannique (° 6 octobre 1732).
- 12 février : Juan Sánchez Ramírez, militaire, héros et gouverneur de la colonie espagnole de Hispaniola (° 1762).
- 24 février : György Bessenyei (hu), écrivain hongrois (1747-1811).
- 26 février : Mateo de Toro Zambrano, commerçant et homme politique chilien (° 20 septembre 1727).
- 4 mars : Mariano Moreno, avocat, journaliste et homme politique des Provinces-Unies du Río de la Plata (° 23 septembre 1778).
- 11 mars : Moustache (1799-1811), un chien soldat, français, des Guerres révolutionnaires et de l'Empire[56].
- 19 mars : Antoine Éléonor Léon Leclerc de Juigné, prélat français (° 2 novembre 1728).
- 19 mars : František Adam Míča, compositeur tchèque.
- 23 juin : Jean André Valletaux, général français (° 23 novembre 1757).
- 1er juillet : Charles Joseph Oudaert, homme politique des Pays-Bas autrichiens, député du département français de l'Escaut (° 13 mai 1746).
- 22 août :
  - Jean-Baptiste Huet, peintre français (° 22 octobre 1745).
  - Juan de Villanueva, architecte espagnol (° 15 septembre 1739).
- 30 août : Michel Ordener, général de division, comte d'Empire et sénateur (° 2 septembre 1755).
- 4 septembre : Matsumura Goshun, peintre de paysages et dessinateur japonais (° 28 avril 1752).
- 8 septembre : Peter Simon Pallas, zoologiste russe d'origine allemande (° 22 septembre 1741).
- 18 septembre : André Rigaud, général haïtien (° 17 janvier 1761).
- 27 novembre : Gaspar Melchor de Jovellanos, économiste et polygraphe espagnol (° 5 janvier 1744).
- 28 novembre : George Davies Harley,  acteur de théâtre et poète anglais (° 1762).
- ? novembre : Guillaume Navoigille, musicien français (° 1749).
- 8 décembre : Joseph Léopold Saget, ingénieur des ponts et chaussées français, député de la Moselle de 1802 à 1807 (° 13 octobre 1748).
- 22 décembre : François Devosge, peintre et sculpteur français (° 25 janvier 1732).
- Date inconnue :
  - Giuseppe Maria Terreni, peintre italien (° 1739).
  - Liborio Angelucci, médecin et homme politique italien (° 1746).